# Dave Cockrum
David Emmett Cockrum (11 de novembro de 1943 - 26 de novembro de 2006) foi um desenhista estadunidense de histórias em quadrinhos conhecido por sua co-criação do Novos X-Men: Noturno, Tempestade e Colossus. Cockrum foi também um prolífico criador e e foi responsável por reformular os uniformes da Legião dos Super-Heróis, e fez o mesmo para o Novos X-Men e seus antagonistas, nos anos 1970 e início de 1980.